# Tharra perlucida
Tharra perlucida är en insektsart som beskrevs av Nielson 1975. Tharra perlucida ingår i släktet Tharra och familjen dvärgstritar. Inga underarter finns listade i Catalogue of Life.